# Roger Schandalow
Roger Schandalow, né le 24 mars 1915 à Paris 18e et mort le 15 avril 2002 à Paris 14e, est connu pour été l'un des responsables de la réalisation d'un tunnel d'évasion dans le camp de Drancy pendant la Seconde Guerre mondiale. Découvert, il est déporté par le convoi n° 62 en direction d’Auschwitz, mais il s'évade dans la région de Metz avec 18 autres déportés.

## Biographie
Roger Schandalow, né au sein d'une famille russe, juive non-pratiquante, fuyant les persécutions. Son père Chaim Elie est né à Bender le 15 avril 1872. Sa mère Raïa Liva Lipowski est née le 26 janvier 1883 à Paris. Le couple se marie en 1904. Le 5 novembre 1926, il est naturalisé français avec sa famille qui habite à Paris,.
Roger Schandalow est scolarisé au collège-lycée Rollin. Le 7 octobre 1929, il entre comme apprenti chez un agent de change de la Bourse de Paris,.
À la suite du krach boursier de 1929, survenu quelques semaines après son embauche, il perd son emploi le 31 décembre 1929, mais il continue sa carrière chez plusieurs employeurs dans le monde de la bourse.
Du 19 octobre 1936 au 15 octobre 1938, il effectue son service militaire de deux ans. Il fait ses classes à la caserne Reymond à Montigny-lès-Metz puis il est  affecté au bataillon de l'air 138 à la base aérienne Metz-Frescaty. Résident toujours à Paris, il prend régulièrement pour ses permissions le train entre les gares de Paris-Est et Metz. Après son service militaire, il reprend son travail de commis en bourse,.

### Arrestation
Après la défaite de la France, Roger Schandalow est victime des lois sur le statut des Juifs du régime de Vichy. Début novembre 1941, à la suite d'une dénonciation, il est arrêté par la police française et remis aux autorités allemandes. Il est détenu à la prison du Cherche-Midi. En janvier 1942, il est transféré dans la section des politiques de la maison centrale de Clairvaux. Le 15 juillet 1942, la veille de la rafle du Vél d'Hiv, il est interné au camp de  Drancy.

### Tentative d'évasion à Drancy
En septembre 1943, avec sept autres détenus, il entreprend de creuser un tunnel d'évasion. Rapidement, le groupe s'étoffe et atteint une quarantaine de membres. La galerie fait 1,30 m et large de 80 cm. Elle est étayée avec le bois des lits et la terre extraite est dispersée et tassée dans les caves voisines. L'évasion est programmée pour le 11 novembre 1943, mais la veille, les Allemands découvrent le tunnel dans lequel une tenue a été laissée par un détenu. Après un interrogatoire musclé, ce dernier, livre 13 noms, dont celui de Roger Schandalow. Pendant 10 jours, ils sont torturés. Les Allemands les obligent à reboucher au ciment le tunnel de 37 m. Il ne manquait que 3 m pour retrouver la liberté,.

### Évasion du convoi n°62
Le 20 novembre 1943, Roger Schandalow est déporté dans le convoi n° 62 en direction du camp d'Auschwitz. Il est dans le même wagon que ses camarades du « tunnel ». Il connaît bien la ligne Paris-Metz qu'il a souvent prise pendant ses deux ans de service militaire avant-guerre. Il convainc ses codétenus qu'il est possible de s'évader dans la côte dite de « Lérouville » où le train ralentit. Ils sont 19 à sauter du train et à se disperser dans la campagne.
Avec son compagnon d'évasion Claude Aron, il erre plusieurs nuits avant d'être recueilli par un meunier de Void-Vacon qui les oriente vers Alfred Pinck, le boulanger de Vaucouleurs, un des chefs de la Résistance locale. Il leur procure des faux papiers et leur fait prendre le train pour Neufchâteau où sa fille les accueille. Ils sont pris en charge par une filière de cheminots qui les conduit jusqu'à Lyon où ils arrivent le 1er décembre 1943,.
Claude Aron rejoint la Résistance, mais il est repris et déporté à Auschwitz où il meurt. Roger Schandalow retrouve ses parents à Aiguillon où il se cache dans une ferme jusqu'à la fin de la guerre,.
En janvier 1944, Alfred Pinck est arrêté par la Gestapo. Il est torturé, mais il ne parle pas. Il tente de se suicider en se jetant du haut du bâtiment où on l'interrogeait. Très grièvement blessé, il meurt  à l’hôpital. Grâce au témoignage, de Roger Schandalow, le 27 mars 1996, Yad Vashem décerne à Alfred Pinck, sa femme Lucie et leur fille Henriette, le titre de Juste parmi les Nations.
Après la guerre, il retourne à Paris et reprend son activité professionnelle à la bourse. Il s'investit dans le devoir de mémoire en témoignant de son vécu.

## Reconnaissance
- Depuis le 11 novembre 2017, un espace de rencontre porte son nom à Pournoy-la-Chétive.
- Le Prix Roger-Schandalow récompense une personne ou en groupe ayant effectué un travail de mémoire sur la Résistance et la déportation.